# Територіальна автономія
Територіальна автономія — особливий різновид автономії, за якого певному територіальному утворенню у складі держави надаються окремі самоврядні повноваження у політичній та/або адміністративній (управлінській) сфері, що здійснюються в рамках загальнодержавного законодавства, під наглядом центральних органів влади. Статус таких суб'єктів закріплюється на законодавчому рівні.

## Територіальна автономія як різновид автономії
Іноді у складі унітарної держави існує певна автономна територія (о. Корсика у Франції, Фарерські острови та о. Гренландія у Данії, автономія народу саами в Швеції, Аландські острови у Фінляндії, 5 областей в Італії, Північна Ірландія у Великій Британії, Азорські острови в Португалії, префектури в Японії, 2 округи в Нікарагуа, Курдистан в Іраці, Республіка Каракалпакстан в Узбекистані, Республіка Нахічевань в Азербайджані, Горно-Бадахшанська автономна область в Таджикистані, 2 округи в Молдові та деякі інші). Також яскравим прикладом є Україна, де Автономній Республіці Крим надано статус територіальної автономії (на даний момент тимчасово окупована Російською Федерацією); в історичному аспекті — Молдавська АРСР.

Такі утворення виникають в багатонаціональних унітарних та федеративних державах, як один зі способів вирішення трьох основних проблем, що проявляються під час державного будівництва та подальшого існування: децентралізація влади, врегулювання відносин між національностями та захист їхніх культурних цінностей.

Більшість дослідників виділяє два основні варіанти автономних утворень:
- Територіальні;
- Культурні (екстериторіальні).

## Характеристика та види

### Територіальна автономія
Суть територіальної автономії полягає в тому, що за певних обставин одне чи кілька територіальних утворень держави наділяються набагато ширшими повноваженнями у вирішенні питань внутрішнього самоуправління, аніж решта територій Головною характеристикою такого автономного утворення є наявність набагато ширшого предмета відання, ніж в органів місцевого самоврядування.

В Конституції України в статті 137 зазначено, що до компетенції АРК належить нормативне регулювання питань сільського господарства і лісів, меліорації та кар'єрів, громадських робіт, ремесел та промислів, благодійництва, житлового господарства і містобудування, туризму, готельної справи і ярмарків, різноманітних закладів культури, історико-культурних заповідників, транспорту загального користування, автошляхів, водопроводів, мисливства, рибальства, санітарії, лікарняної служби та інших питань, передбачених законами України. Перелік повноважень, що знаходяться у віданні АРК закріплює стаття 138
.
Специфіка правового положення таких автономних утворень полягає у тому, що їхній статус визначається на законодавчому рівні; вони виступають адміністративно-територіальною одиницею унітарної держави; виникають лише після наділення їх визначеними повноваженнями за рішенням центральних органів; їм не властиві ознаки суверенітету; у них формується власна публічна влада, її організація, структура та компетенція автономії визначаються центральними органами і закріплюються в загальнодержавній конституції та одночасно в конституції автономного суб'єкта, якщо така наявна; у них відсутнє право самостійної зміни свого правового статусу; по суті виступають одним зі способів здійснення децентралізації влади
.
У світовій практиці прийнято вважати, що територіальна автономія виникає як механізм захисту та задоволення прав меншин, але їхнє утворення по суті є необхідним заходом запобігання відокремлення, або сецесії відповідної території, порушення цілісності держави. Часто такі процеси стимулюються однією чи кількома державами, зацікавленими у цьому. Особливо це характерно для країн Східної та Центральної Європи
Існує декілька критеріїв для класифікації територіальної автономії:.

### Підстави утворення автономій
- Національно-територіальні чи етнотериторіальні ознаки. Виникають в місцевості, де компактно мешкають групи населення з відповідними специфічними ознаками (народи, народності, нації, національності).
- Особливості історичних традицій, релігійних вірувань, звичаїв населення, яке проживає в окремій місцевості.
- Певні історичні обставини, які стали підставою формування специфічних відносин політичного та економічного характеру.
- Здійснення принципу територіальної організації влади.

### Обсяги повноважень[4]
- Політичні (державні або законодавчі), коли автономія надається окремому державному утворенню, яке перебуває у складі держави. Найвищий ступінь автономізації. Статус автономного суб'єкта закріплюється через наявність власної Конституції, законодавства, представницьких органів та, навіть, уряду, повноважень вирішувати певні питання адміністративно-національного устрою та низки інших, які мають політичний характер.
- Напівполітичні, з набагато вужчим обсягом повноважень в економічній та політико-правовій сферах та у взаємовідносинах з рештою суб'єктів держави. Зокрема до компетенції такого автономного утворення належить організація інститутів місцевого самоврядування, питання територій та місцевого господарства, розвитку культури та соціального благополуччя та стабільності. Хоча ознаки державності напівполітичній автономії також властиві. Можуть існувати власна Конституція, органи публічної влади та предмет відання.
- Адміністративні, коли певній території (регіону) надаються деякі самоврядні повноваження в адміністративній (управлінській) сфері, що спрямовано на забезпечення ефективного управління в регіоні. По суті, вона виступає просто одним із видів децентралізації влади в унітарній державі[1].

Діяльність суб'єктів здійснюється під наглядом центральних органів. Для цього тут призначаються свої представники, закони суб'єктів можуть бути скасовані, якщо вони вступають в конфлікт із загальнодержавними інтересами.

## Територіальна автономія та інститут федералізму
Не слід ототожнювати з явищем автономії інститут федералізму, що виступає окремою категорією. Врахувавши характеристику федеративної держави, можна зробити висновок, що за допомогою автономії відбувається лише децентралізація державної влади, вона надається саме державою, але хоч вона і має певні ознаки державності (власні законодавчі та виконавчі органи, законодавство, статут, внутрішнє громадянство, символи), та все ж її статус відмінний від статусу суб'єкту федерації. Наслідком надання автономних прав є утворення автономного округу чи регіону, а не республіки (як це було властиво для СРСР).